# 75-й Нью-Йоркский пехотный полк
75-й Нью-Йоркский пехотный полк (75th New York Volunteer Infantry Regiment так же 2nd Auburn Regiment) — представлял собой один из пехотных полков армии Союза во время Гражданской войны в США. Полк был сформирован в ноябре 1861 года, служил на побережье Флориды и в Луизиане, летом 1864 года был переброшен в Вашингтон и участвовал в кампании Шеридана в долине Шенандоа. Расформирован в августе 1865 года.

## Формирование
Полк был сформирован в Оберне под руководством полковника Джона Доджа и 14 ноября 1861 года получил свою нумерацию. 26 ноября 9 рот полка были приняты на службу в федеральную армию сроком на 3 года. Роты были набраны в основном в округах Каюга и Сенека. Первым командиром полка стал полковник Джон Додж, подполковником Роберт Йорк, майором Уиллоуби Бэбкок.

## Боевой путь
6 декабря 1861 года полк покинул штат и отправился во Флориду. 16 декабря полк прибыл на остров Санта-Роза и был размещён в форте Пикенс.
24 января 1862 года рота I была выведена из состава полка и переформирована в артиллерийскую.
10 мая 1862 года полк участвовал в оккупации Пенсаколы. 24 июня в полк была введена рота К. В августе полк был переведён в Новый Орлеан и включён в Дивизию Западной Флориды.